# Tenis ziemny na Letnich Igrzyskach Olimpijskich 2020
Tenis ziemny na Letnich Igrzyskach Olimpijskich 2020 – turniej tenisowy, który był rozgrywany w dniach 24 lipca–1 sierpnia 2021 roku podczas igrzysk w Tokio. Zmagania odbywały się na obiektach Ariake Tennis Park. Ponad 172 tenisistów i tenisistek rywalizowało w pięciu konkurencjach: singlu i deblu mężczyzn oraz kobiet, a także mikście.

## Turniej
Turniej tenisowy był rozgrywany po raz szesnasty na letnich igrzyskach olimpijskich (nie licząc dwóch edycji, podczas których był rozgrywany demonstracyjnie) i dziewiąty od 1988 roku, kiedy to został oficjalnie przywrócony do igrzysk olimpijskich. Mikst powrócił do zmagań olimpijskich w 2012 roku.
Zawody były rozgrywane na twardych kortach Ariake Tennis Park. Do turnieju wykorzystane było dwanaście kortów, w tym Kort Centralny (10 tys. miejsc) i Kort 1. (5 tys. miejsc). Osiem kortów służyło do rozgrzewek i treningów.

### System rozgrywania meczów
Wszystkie mecze tenisowe rozgrywane podczas igrzysk trwały dopóki jedna ze stron nie wygrała dwóch setów, a tie-breaki możliwe były we wszystkich setach. W przypadku zawodów deblowych i mikstowych uczestnicy kończyli spotkanie super tie-breakiem (do 10 wygranych punktów) wtedy, gdy żadnej ze stron nie udało się uzyskać dwusetowego prowadzenia.
Podczas igrzysk olimpijskich w Tokio turniej tenisowy był rozgrywany według formatu pucharowego, w którym zwycięzcy i przegrani z półfinałowych spotkań zagrali przeciw sobie w meczach o pozycje medalowe.
W rozgrywkach singlowych szesnastu zawodników oraz szesnaście zawodniczek było rozstawionych. W rozgrywkach deblowych liczba ta zmniejszyła się do ośmiu par, a w mikście do czterech miejsc. Rozstawienie ustalone zostało na podstawie rankingów

## Uczestnicy zawodów tenisowych
W zawodach tenisa ziemnego wystąpiło ponad 172 zawodników z 46 krajów.

### Zasady kwalifikacji
Do turnieju singlowego zakwalifikowało się 56 najlepszych zawodników na podstawie rankingów ATP i WTA z dnia 14 czerwca 2021 roku. Każdy kraj mogło reprezentować maksymalnie czterech zawodników w każdej konkurencji, co oznacza, że w zawodach nie wzięli udziału gracze znajdujący się powyżej 56. pozycji w rankingu, w przypadku gdy kraj wystawił już czterech lepszych tenisistów. Zawodnicy, którzy byli poniżej 56. miejsca w rankingu, a ich kraj wystawił mniej niż czterech tenisistów, automatycznie zostali zakwalifikowani. Ponadto gracz mógł otrzymać prawo do uczestnictwa w zawodach tylko wtedy, gdy nie pojawił się sprzeciw ze strony krajowego związku tenisowego i spełnił określone kryteria udziału w rozgrywkach międzynarodowych (Puchar Davisa lub Puchar Billie Jean King). Sześć miejsc dodatkowo zostało przyznanych w ramach kontynentalnego systemu kwalifikacyjnego, jedno miejsce zachowano dla byłego mistrza olimpijskiego lub triumfatora zawodów Wielkiego Szlema, a ostatnie wolne miejsce zarezerwowano dla przedstawiciela gospodarzy. Łącznie w zawodach wystąpiło 64 zawodników.
W grze podwójnej do dziesięciu miejsc przeznaczono dla par, w skład których wchodził zawodnik sklasyfikowany w czołowej dziesiątce rankingu deblowego na podstawie notowania z dnia 14 czerwca 2021 roku oraz jego partner sklasyfikowany powyżej 300. miejsca w rankingu singlowym lub deblowym. Pozostałe miejsca były zachowane dla najlepszych drużyn na podstawie ich łączonego rankingu, z preferencją dla singlistów. Ostatnie miejsce zarezerwowano dla przedstawicieli gospodarzy. Łącznie w zawodach wystąpiły 32 pary deblowe.
W mikście 15 par zostało wyłonionych na podstawie rankingu łączonego spośród wszystkich uczestników igrzysk, a jedno miejsce przypadło gospodarzom.

## Medaliści
| Konkurencja             | Złoty medal                             | Srebrny medal                    | Brązowy medal                |
| gra pojedyncza kobiet   | Belinda Bencic                          | Markéta Vondroušová              | Elina Switolina              |
| gra pojedyncza mężczyzn | Alexander Zverev                        | Karen Chaczanow                  | Pablo Carreño-Busta          |
| gra podwójna kobiet     | Barbora Krejčíková Kateřina Siniaková   | Belinda Bencic Viktorija Golubic | Laura Pigossi Luisa Stefani  |
| gra podwójna mężczyzn   | Nikola Mektić Mate Pavić                | Marin Čilić Ivan Dodig           | Marcus Daniell Michael Venus |
| gra mieszana            | Anastasija Pawluczenkowa Andriej Rublow | Jelena Wiesnina Asłan Karacew    | Ashleigh Barty John Peers    |

### Tabela medalowa
| Miejsce | Państwo                     | Złoto | Srebro | Brąz | Razem |
| ------- | --------------------------- | ----- | ------ | ---- | ----- |
| 1.      | Rosyjski Komitet Olimpijski | 1     | 2      | 0    | 3     |
| 2.      | Chorwacja                   | 1     | 1      | 0    | 2     |
| 2.      | Czechy                      | 1     | 1      | 0    | 2     |
| 2.      | Szwajcaria                  | 1     | 1      | 0    | 2     |
| 5.      | Niemcy                      | 1     | 0      | 0    | 1     |
| 6.      | Australia                   | 0     | 0      | 1    | 1     |
| 6.      | Brazylia                    | 0     | 0      | 1    | 1     |
| 6.      | Hiszpania                   | 0     | 0      | 1    | 1     |
| 6.      | Nowa Zelandia               | 0     | 0      | 1    | 1     |
| 6.      | Ukraina                     | 0     | 0      | 1    | 1     |
|         | Razem                       | 5     | 5      | 5    | 15    |

## Harmonogram zawodów
Zawody miały miejsce w dniach 24 lipca–1 sierpnia.
| Konkurencja     | Data           | Data           | Data        | Data          | Data          | Data           | Data         | Data              | Data              | Data         |
| Konkurencja     | 24.07          | 25.07          | 26.07       | 27.07         | 27.07         | 28.07          | 29.07        | 30.07             | 31.07             | 01.08        |
| --------------- | -------------- | -------------- | ----------- | ------------- | ------------- | -------------- | ------------ | ----------------- | ----------------- | ------------ |
| singel mężczyzn | Pierwsza runda | Pierwsza runda | Druga runda | Druga runda   | Druga runda   | Trzecia runda  | Ćwierćfinały | Półfinały         | O 3. miejsce      | O 1. miejsce |
| singel kobiet   | Pierwsza runda | Pierwsza runda | Druga runda | Trzecia runda | Trzecia runda | Ćwierćfinały   | Półfinały    |                   | O 1. i 3. miejsce |              |
| debel mężczyzn  | Pierwsza runda | Pierwsza runda | Druga runda | Ćwierćfinały  | Ćwierćfinały  | Półfinały      |              | O 1. i 3. miejsce |                   |              |
| debel kobiet    | Pierwsza runda | Pierwsza runda | Druga runda | Druga runda   | Ćwierćfinały  | Ćwierćfinały   | Półfinały    |                   | O 3. miejsce      | O 1. miejsce |
| mikst           |                |                |             |               |               | Pierwsza runda | Ćwierćfinały | Półfinały         | O 3. miejsce      | O 1. miejsce |